# Consejo de Investigación Científica y Tecnológica de Turquía
El Consejo de Investigación Científica y Tecnológica de Turquía (en turco Türkiye Bilimsel ve Teknolojik Araştırma Kurumu, TÜBİTAK) es la principal institución científica de Turquía, cuyas funciones principales son las de financiar, dirigir, promocionar y coordinar la investigación científica en el país. 
La institución se creó en 1963, de la mano de Cemal Gürsel, con sede en Ankara. Mantiene su independencia administrativa y está dirigida por una junta científica cuyos miembros son elegidos entre las personalidades más prominentes de la investigación, la universidad y la industria turca. 

## Funciones
El Consejo de Investigación Científica y Tecnológica de Turquía, además de coordinar las actividades de ciencia e investigación del país, se encarga de asesorar al gobierno turco en materia de ciencia e investigación, así como a apoyar actividades de i+d en universidades y distintos sectores económicos. 
Asimismo, publica artículos en revistas científicas y edita otras publicaciones de divulgación científica (como libros o revistas) con objeto de acercar al público general los resultados de las investigaciones científica y hacer accesible la cultura científica. Organiza, además, premios con los que apoyar a los científicos e investigadores turcos.

## Centros de investigación e institutos
- Centro de investigación Mármara
- Centro de investigación de la Seguridad de la Información e Informática
- Instituto de Investigación y Desarrollo de Industrias de Defensa (SAGE)
- Instituto de Investigación de Tecnologías Espaciales (UZAY)
- Instituto Nacional de Meteriología (UME)
- Instituto Turco de Ciencias de gestión (TUSSIDE)
- Red Académica Nacional y Centro de Información (ULAKBİM)
- Observatorio Nacional (TUG)
- Instituto de Tecnologías de Transporte Ferroviario (RUTE)